# Seth Lloyd
Seth Lloyd (2 de agosto de 1960) é um professor americano de engenharia mecânica e física no Massachusetts Institute of Technology.

## Biografia
Lloyd formou-se na Phillips Academy em 1978 e obteve o título de bacharel em artes do Harvard College em 1982. Licenciou-se em estudos avançados de matemática e tornou-se mestre em filosofia por Cambridge em 1983 e 1984 respectivamente, enquanto recebia uma bolsa na  Marshall Scholarship.
Lloyd foi agraciado com um doutorado da Rockefeller Universityem 1988 após apresentar a tese: "Black Holes, Demons, and the Loss of Coherence: How Complex Systems Get Information, and What They Do With It."
De 1988 a 1991, Lloyd  obteve um pós-doutorado no departamento de física do California Institute of Technology, onde trabalhou com Murray Gell-Mann em sistemas da informação para mecânica quântica.
Entre 1991 e 1994 cursou um pós-doutorado no Los Alamos National Laboratory, trabalhando no Centro de Sistemas Não-lineares em computação quântica. Em 1994, passou a fazer parte do corpo docente do Departamento de Engenharia Mecânica do MIT. Desde 1988, também é membro do corpo docente adjunto do Instituto Santa Fe.
As suas pesquisas têm-se voltado para a interação de informações com sistemas complexos, especialmente os sistemas quânticos. Neste campo, tem desenvolvido um trabalho pioneiro em computação e comunicação quântica, inclusive propondo o primeiro projeto tecnologicamente viável para um computador quântico, demonstrando a viabilidade de tal tecnologia.
Em seu livro: Programming the Universe, Lloyd afirma que o próprio universo é um grande computador quântico, produzindo o que vemos ao nosso redor, incluindo nós mesmos. De acordo com Lloyd, uma vez que entendemos as leis da física completamente, seremos capazes de usar a computação quântica em pequena escala para entender melhor o universo.
Lloyd afirma que, utilizando a computação, poderíamos construir uma simualação completa de todo o universo, em 600 anos, desde que a computação crescesse de acordo com a Lei de Moore. No entanto, Lloyd afirma que existem limites para o crescimento exponencial em um universo finito, e que é pouco provável que a Lei de Moore seja respeitada indefinidamente.
Lloyd é um dos principais nomes do Laboratório de Pesquisas Eletrônicas do MIT e dirige o Center for Extreme Quantum Information Theory (xQIT) do MIT.

## Reconhecimentos
- 2007 - Membro da American Physical Society.[1]
- 2012 - Prêmio Internacional de Comunicação Quântica. [2]